# Ragnar Seldén
Ragnar Vilhelm Seldén, född 5 februari 1883 i Göteborgs domkyrkoförsamling, Göteborg, död 15 september 1955 i Uppsala domkyrkoförsamling, Uppsala, var en svensk jurist. Han var far till Gunnar Seldén.
Seldén avlade juris utriusque kandidatexamen vid Uppsala universitet 1908. Han blev extra ordinarie notarie i Svea hovrätt samma år, vice häradshövding 1918, var vattenrättssekreterare i Norrbygdens vattendomstol 1919–1921 och blev extra ordinarie assessor i Svea hovrätt 1922. Selldén var häradshövding i Västerbottens mellersta domsaga 1926–1938 och i Aska, Dals och Bobergs domsaga 1938–1950. Han blev riddare av Nordstjärneorden 1934 och kommendör av andra klassen av samma orden 1944. Seldén är begravd på Uppsala gamla kyrkogård.